# Chronicon rerum in regno Neapolitano gestarum
Il Chronicon rerum in regno Neapolitano gestarum è una cronaca di fatti occorsi nel Mezzogiorno d'Italia dall'anno 855 al 1102 attribuita a Lupo Protospata: gli eventi più antichi furono attinti certamente dagli Annales Barenses, mentre maggiori dettagli si riscontrano per il periodo dal 1082 al 1102, in quanto contemporanei allo scrittore, in particolare, Lupo riporta con una certa attenzione, oltre a calamità e curiosità astronomiche (terremoto del 1087, cometa del 1098), gli eventi storici che portarono alla conquista normanna del sud e fatti di rilevanza religiosa (il terzo sinodo di Melfi del 1089 e quello tenutosi a Bari nel 1099).
Il Chronicon di Lupo fu poi utilizzato dall'Anonimo Barese per la stesura della sua Cronaca.

## Edizioni delChronicon
- (LA)  Antonio Caracciolo, Antiqui chronologi quatuor Herempertus Langobardus, Lupus Protospata, Anonymus Cassinensis, Falco Beneventanus cum appendicibus historicis, Napoli 1626
- (LA)  Lupi Protospatae Rerum in Regno neapolitano gestarum ab anno sal. 860 usque ad 1102 Breve Chronicon, in Rerum Italicarum Scriptores, V, a cura di Ludovico Antonio Muratori, Milano 1724, pp. 37–49
- (LA)  Georg Heinrich Pertz, Lupi Protospatarii Chronicon, in Monumenta Germaniae Historica, Scriptores, V, Hannover 1844, pp. 51–63
- Gerardo Cioffari e Rosa Lupoli Tateo, Antiche cronache di Terra di Bari, "Nicolaus" I (1990), pp. 77 segg.